# NFL Honors
L'NFL Honors è una cerimonia annuale di premiazione della National Football League (NFL) che si svolge nella settimana che precede il Super Bowl, viene tenuta nella città ospitante la partita ed è trasmessa sulla medesima rete televisiva che trasmetterà la domenica il Super Bowl.
Nel corso della cerimonia sono assegnati i premi ai migliori giocatori, allenatori, prestazioni e giocate della stagione della NFL che si sta concludendo.
Dalla prima edizione del 2012 fino a quella del 2021 la cerimonia è stata trasmessa il giorno prima del Super Bowl, quindi di sabato, mentre dall'edizione del 2022 è trasmessa di giovedì. Inoltre fino al 2020 la cerimonia era registrata mentre la prima trasmissione in diretta è avvenuta nell'edizione del 2021.

## Premi assegnati
Di seguito l'elenco dei premi assegnati nel corso della cerimonia, aggiornati all'edizione del 2023:

### Premi dell'Associated Press
- NFL Most Valuable Player
- NFL Offensive Player of the Year
- NFL Defensive Player of the Year
- NFL Offensive Rookie of the Year
- NFL Defensive Rookie of the Year
- NFL Comeback Player of the Year
- NFL Coach of the Year
- NFL Assistant Coach of the Year (dalla 4ª edizione)[4]

### Premi della NFL
- Walter Payton NFL Man of the Year
- Art Rooney Sportsmanship Award (dalla 4ª edizione)[5]
- Deacon Jones Award
- Jim Brown Award (dalla 12ª edizione)[6]
- NFL Protector of the Year (dal 2025)[7]
- NFL Fan of the Year (dalla 10ª edizione)[8]
- NFL Inspire Change

### Premi degli sponsor
- Pepsi NFL Rookie of the Year
- FedEx Air Player of the Year
- FedEx Ground Player of the Year
- AWS Best Moment of the Year
- Bud Light Celly of the Year
- USAA Salute to Service
- NFLPA Alan Page Community Award
- Angry Run of the Year
- Courtyard Unstoppable Performance of the Year
- DraftKings Daily Fantasy Player of the Year
- Don Shula NFL High School Coach of the Year Award

### Premi non più assegnati
- Madden Most Valuable Protectors Award  (2011)
- GMC Never Say Never Moment of the Year (2011-2014)
- Built Ford Tough Offensive Line of the Year (2016-2018)

### Classe della Pro Football Hall of Fame
Nel corso della cerimonia viene anche presentato l'elenco degli ex giocatori che saranno inseriti nella Pro Football Hall of Fame.

## Edizioni
Di seguito l'elenco delle edizioni degli NFL Honors alla stagione 2024:
| Edizione | Data             | Stagione NFL premiata | Rete Televisiva                                | Presentatore       | Spettatori (in milioni) | Sede          | Note   |
| -------- | ---------------- | --------------------- | ---------------------------------------------- | ------------------ | ----------------------- | ------------- | ------ |
| 1ª       | 4 febbraio 2012  | 2011                  | NBC                                            | Alec Baldwin       | 3,5                     | Indianapolis  | [ 12 ] |
| 2ª       | 2 febbraio 2013  | 2012                  | CBS                                            | Alec Baldwin       | 3,8                     | New Orleans   | [ 13 ] |
| 3ª       | 1º febbraio 2014 | 2013                  | Fox                                            | Alec Baldwin       | 3,13                    | New York City | [ 14 ] |
| 4ª       | 31 gennaio 2015  | 2014                  | NBC                                            | Seth Meyers        | 4,7                     | Phoenix       | [ 15 ] |
| 5ª       | 6 febbraio 2016  | 2015                  | CBS                                            | Conan O'Brien      | 4,4                     | San Francisco | [ 16 ] |
| 6ª       | 4 febbraio 2017  | 2016                  | Fox                                            | Keegan-Michael Key | 3,17                    | Houston       | [ 17 ] |
| 7ª       | 3 febbraio 2018  | 2017                  | NBC                                            | Rob Riggle         | 3,46                    | Minneapolis   | [ 18 ] |
| 8ª       | 2 febbraio 2019  | 2018                  | CBS                                            | Steve Harvey       | 3,42                    | Atlanta       | [ 19 ] |
| 9ª       | 1º febbraio 2020 | 2019                  | Fox                                            | Steve Harvey       | 2,82                    | Miami         | [ 20 ] |
| 10ª      | 6 febbraio 2021  | 2020                  | CBS                                            | Steve Harvey       | 2,59                    | Tampa         | [ 21 ] |
| 11ª      | 10 febbraio 2022 | 2021                  | ABC e in simulcast su ESPN+ e NFL Network      | Keegan-Michael Key | 2,93                    | Los Angeles   | [ 22 ] |
| 12ª      | 9 febbraio 2023  | 2022                  | NBC e in simulcast su Peacock TV e NFL Network | Kelly Clarkson     | 3,08                    | Phoenix       | [ 23 ] |
| 13ª      | 8 febbraio 2024  | 2023                  | CBS e in simulcast su NFL Network e Paramount+ | Keegan-Michael Key | 2,89                    | Las Vegas     | [ 24 ] |
| 14ª      | 6 febbraio 2025  | 2024                  | Fox e in simulcast su NFL Network              | Snoop Dogg         | -                       | New Orleans   | [ 25 ] |